# Mowād
Mowād är en ort i Indien.   Den ligger i distriktet Nagpur och delstaten Maharashtra, i den centrala delen av landet, 800 km söder om huvudstaden New Delhi. Mowād ligger 407 meter över havet och antalet invånare är 9 045.
Terrängen runt Mowād är platt, och sluttar söderut. Runt Mowād är det ganska tätbefolkat, med 134 invånare per kvadratkilometer. Närmaste större samhälle är Pāndhurna, 16,5 km nordost om Mowād. Trakten runt Mowād består till största delen av jordbruksmark.